# دیدیه اریبون
دیدیه اریبون (زادهٔ ۱۰ ژوئیه ۱۹۵۳) نویسنده و فیلسوف فرانسوی و مورخ زندگی روشنفکری فرانسوی است. او در پاریس زندگی می‌کند.
دیدیه اریبون در ریمز در خانواده‌ای کارگری به دنیا آمد. او در خانوادهٔ خود اولین کسی بود که تحصیلات متوسطه را به پایان رساند و از هویت کارگری خود دست شست. او دستیابی به این هدف را مرهون مادرش می‌داند. مادرش که کارگر کارخانه بود، بالاجبار اضافه‌کاری می‌کرد تا بتواند هزینهٔ تحصیل فرزندش را بپردازد. اریبون که شب‌ها به عنوان باربر هتل کار می‌کرد و روزها به دانشگاه می‌رفت، به دلیل ترک روش‌های زندگی خانواده، احساس می‌کرد یک «خائن» به طبقهٔ کارگر است. او هرگز از آن نخبگان ثروتمندی نشد که فرزندانشان حتی در تحصیل نیز مسیر متفاوتی از سایرین دارند و در مدارس عالیهٔ نخبگان درس می‌خوانند درحالی که غیر نخبگان در دانشگاه‌ها حضور می‌یابند.

## کار
دیدیه اریبون استاد دانشکدهٔ فلسفه و علوم اجتماعی دانشگاه آمیان (فرانسه) است. او سال‌هادر مدرسهٔ عالی مطالعات علوم اجتماعی در پاریس به برگزاری سمینارهای متعدد پرداخته‌است. او همچنین چندین سال به عنوان استاد مدعو در دانشگاه کالیفرنیا، برکلی، و در موسسهٔ مطالعات پیشرفته در پرینستون فعالیت کرده‌است.
اریبون در تعداد زیادی از کشورها و در ایالات متحده سخنرانی کرده‌است که از میان آنها می‌توان به نیو اسکول، دانشگاه شیکاگو، دانشگاه هاروارد، دانشگاه ییل، دانشگاه نیویورک (NYU)، دانشگاه میشیگان در آن آربور، دانشگاه ویرجینیا در شارلوتزویل و دانشگاه کلمبیا اشاره کرد. او یکی از سخنرانان کنفرانس «فوکو در برکلی، بیست سال بعد» بود که اکتبر ۲۰۰۴، با لئو برسانی، جودیت باتلر، پل رابینو، هوبرت دریفوس، مایکل لوسی و دیگران در برکلی برگزار شد.
او نویسندهٔ کتاب‌های متعددی است از جمله بازتاب‌ها در مورد سؤال همجنس‌گرا (۱۹۹۹، توهین و ساختن خود همجنس‌گرا)، (اخلاق اقلیت، ۲۰۰۱)، و (فرار از روانکاوی، ۲۰۰۵). بیوگرافی او از میشل فوکو (۱۹۸۹) که در سال ۱۹۹۱ به زبان انگلیسی منتشر شد، توسط پیر بوردیو، پل وین، پل رابینو، هایدن وایت و دیگران تحسین شده‌است. کتاب مکالمات او با کلود لوی استروس در سال ۱۹۸۸ نیز در سال ۱۹۹۱ به زبان انگلیسی منتشر شد.
اریبون اغلب برای نوول اوبزرواتور، مجلهٔ هفتگی فرانسوی می‌نوشت. او در این مجله کتاب‌هایی را در زمینه‌های فلسفه و علوم اجتماعی نقد و بررسی کرد.

## خودزندگی‌نامه
کتاب خاطرات او بازگشت به ریمز که در سال ۲۰۰۹ به چاپ رسید، تأثیری فراتر از حوزهٔ جامعه‌شناسی داشته‌است. ادوارد لوئی، رمان‌نویس فرانسوی، این کتاب را «نقطه عطفی برای آینده‌اش به‌عنوان نویسنده رقم زد».
علاوه بر این، این کتاب توسط لوران هتات، در نمایشنامه‌ای که در ژوئیه ۲۰۱۴ در جشنوارهٔ آوینیون به نمایش درآمد، برای روی صحنه اقتباس شد. این فیلم توسط توماس اوسترمایر به عنوان بخشی از جشنوارهٔ بین‌المللی منچستر ۲۰۱۷ کارگردانی شد. این کتاب همچنین در مطبوعات فرانسوی، مانند لوموند، اکسپرس و لیبراسیون مورد بررسی مشتاقانه قرار گرفت.

## جوایز
اریبون برندهٔ جایزهءٔ برودنر ۲۰۰۸ است. او این جایزه را در ماه مه ۲۰۱۱ پس داد (به نامه او در صفحهٔ شخصی‌اش مراجعه کنید: "من جایزه برودنر را برمی‌گردانم").

## انتشارات
- میشل فوکو. ترانس. بال بتسی. کمبریج، کارشناسی ارشد: هاروارد UP، ۱۹۹۱.
- مکالمه با کلود لوی استراوس، اثر کلود لوی استروس و دیدیه اریبون، ترجمه پائولا ویسینگ. شیکاگو: انتشارات دانشگاه شیکاگو، ۱۹۹۱. ۱۹۲ صفحه.
- Faut-il brûler Dumézil؟ اسطوره‌شناسی، علم و سیاست. پاریس: فلاماریون، ۱۹۹۲
- میشل فوکو و معاصران (۱۹۹۴).
- توهین و ساختن خود گی. (در اصل Réflexions sur la question گی (۱۹۹۹)) ترجمه مایکل لوسی. انتشارات دانشگاه دوک، ۲۰۰۴. ۴۴۰ صفحه.
- اسناد هویتی (۲۰۰۰).
- Une morale du minoritaire. تغییرات در موضوع ژان ژنه (۲۰۰۱)
- هرسیس. Essais sur la théorie de la sexité (۲۰۰۳)
- Sur cet فوری شکننده است. . . کارنت، janvier-août 2004 (2004).
- Echapper à la psychanalyse (2005).
- انقلاب D'une conservatrice et de ses effets sur lagauche francaise (2007).
- بازگشت به ریمز (۲۰۱۸)، ترجمه انگلیسی Retour à Reims (2009).[۲]